# Rai Friuli Venezia Giulia
Rai Friuli Venezia Giulia (Rai Furlanija Julijska Krajina in sloveno e Rai Friûl Vignesie Julie in friulano) è la struttura regionale della Rai nella regione autonoma Friuli-Venezia Giulia.
La sede centrale è a Trieste, con redazioni dislocate a Udine, Pordenone e Gorizia.
Dovendo riservare, per contratto di servizio, parte della programmazione alle minoranze linguistiche presenti sul territorio regionale, la struttura si occupa di affiancare alla programmazione in italiano un palinsesto dedicato in sloveno, per il quale dispone di una redazione preposta, una rete televisiva (Rai 3 BIS FJK) e una radiofonica (Rai Radio Trst A). Rai FVG produce altresì programmi radiotelevisivi in lingua friulana.

## Storia
La prima stazione radiofonica venne aperta nel 1931 con la denominazione Radio Trieste. Sotto l'occupazione tedesca della città (1943-1945) assunse il nome Radio Litorale Adriatico, irradiando trasmissioni in tedesco, italiano e sloveno.
Il 5 maggio 1945, con l'arrivo delle truppe jugoslave a Trieste, l'emittente assunse il nome di Radio Trieste Libera - Radio svobodni Trst; nel mese di giugno essa passò sotto il controllo del governo militare alleato. Dopo un anno di irradiazione di programmi sloveni e italiani alternati sulla stessa frequenza, le trasmissioni slovene si collocarono su una frequenza propria, assumendo il nome di Radio Trst A. Il palinsesto comprendeva, oltre alle trasmissioni sulla realtà locale, anche trasmissioni in lingua slovena, italiana e croata.

Nel 1954 la città di Trieste tornò all'Italia; nel giro di un anno, il 1º luglio 1955, Radio Trieste divenne formalmente la filiale regionale della Rai Radiotelevisione italiana per il Friuli-Venezia Giulia. 

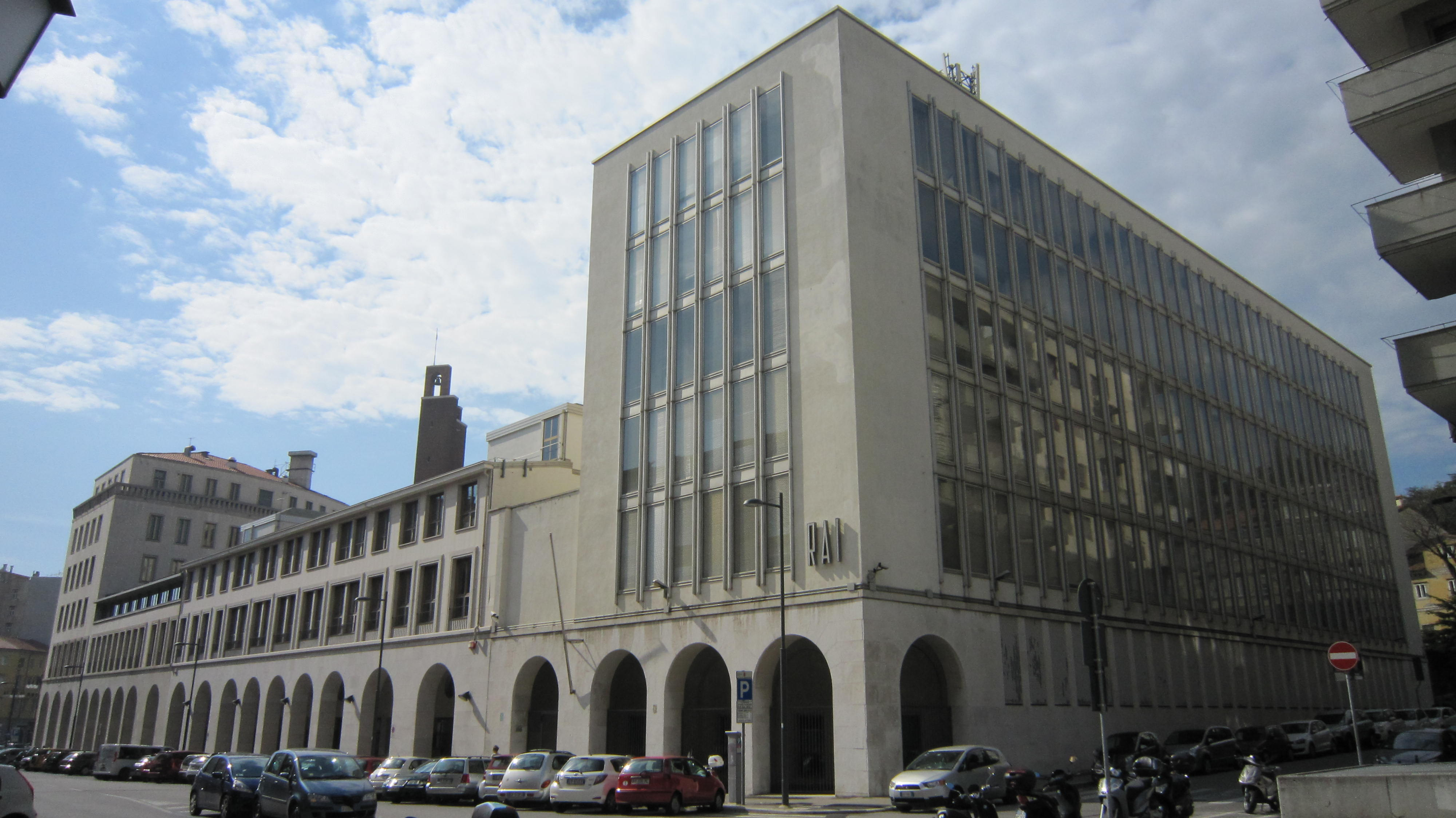
sede di Rai FVG a Trieste

Nel 1964 il primo ministro Aldo Moro inaugurò la nuova sede radiotelevisiva triestina, al civico 7 di via Fabio Severo.
Nel 1994 alcuni inviati della sede regionale (il giornalista Marco Luchetta, il telecineoperatore Alessandro Saša Ota e lo specializzato di ripresa Dario D'Angelo) furono uccisi a Mostar da una granata durante la realizzazione di uno speciale per il TG1 sui bambini vittime della guerra nell'ex Jugoslavia. Meno di due mesi più tardi persero altresì la vita in un agguato per le strade di Mogadiscio la giornalista del TG3 Ilaria Alpi e il cineoperatore Miran Hrovatin.
A marzo del 1995 ebbe inizio la programmazione televisiva in lingua slovena, con l'apertura del canale dedicato Rai 3 BIS FJK, che inizialmente copriva le sole province di Trieste e Gorizia, affiancandosi alla stazione radiofonica Rai Radio Trst A.
Il 22 dicembre 2010, analogamente a tutte le emittenti televisive pubbliche e private della regione, la sede Rai di Trieste converte le proprie trasmissioni dallo standard analogico al digitale terrestre; contestualmente la copertura del segnale della rete televisiva slovena viene estesa all'intero territorio regionale.
Dal 13 dicembre 2011 Rai 3 TGR FVG è visibile anche su Tivùsat per permettere a tutti gli utenti della regione autonoma la ricezione dei programmi regionali prodotti dalla sede triestina della Rai.
Il 1º agosto 2013 viene attivato il nuovo portale internet trilingue (italiano, sloveno e friulano) di Rai Friuli Venezia Giulia.
Il 6 maggio 2014 viene festeggiato il cinquantesimo anniversario dell'apertura a Trieste della sede regionale della Rai. Con l'occasione vengono organizzati eventi, trasmissioni speciali e una giornata "porte aperte" per la visita della sede storica di via Fabio Severo.
Il 19 gennaio 2015 il telegiornale regionale italiano e il notiziario sloveno (TDD) hanno convertito la produzione alla tecnologia digitale: lo switch-off tra il vecchio e il nuovo sistema avvenne in concomitanza con la messa in onda del TGR delle 14:00 e del TDD delle 20:30.

## Programmazione in lingua italiana e friulana

### Televisione

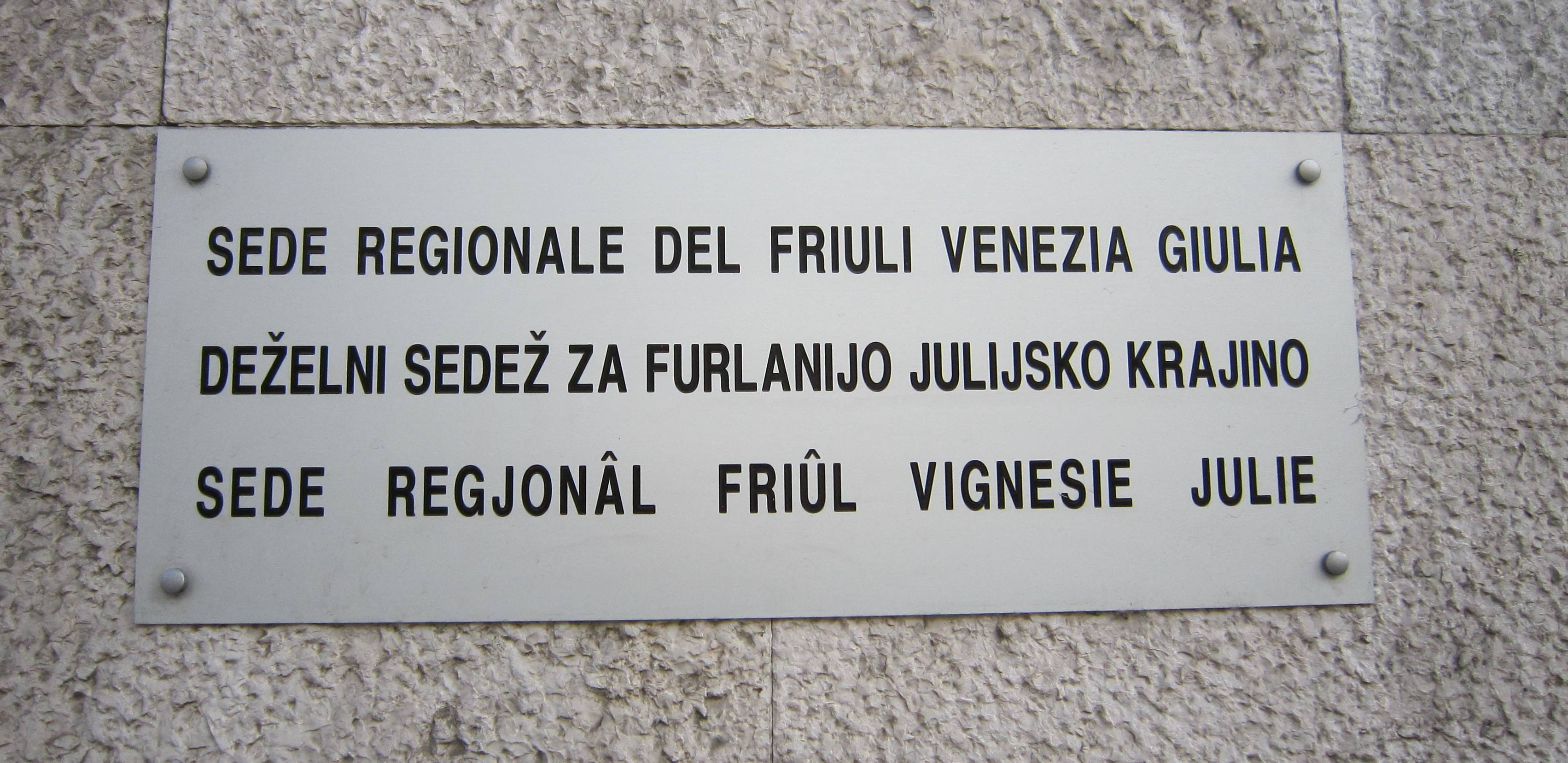
Targa all'ingresso della sede Rai di Trieste

Analogamente al resto del territorio nazionale, dal 1979 la sede trasmette sulle frequenze di Rai 3 le edizioni del TG Regione del Friuli-Venezia Giulia alle ore 14:00 e alle 19:35. L'edizione delle ore 14:00 viene trasmessa anche da TV Koper-Capodistria alle ore 14:00. La sede cura i programmi televisivi:
- Buongiorno Regione: appuntamento d'informazione mattutino di 30 minuti in onda alle 7:30 dal lunedì al venerdì
- Estovest: rubrica giornalistica sui Paesi dell'Est e Centro-Europa, in onda la domenica alle 11:00
- Lynx Magazine: magazine transfrontaliero irradiato nel Triveneto e dalle tv pubbliche aderenti alla Comunità di lavoro Alpe Adria

Dal 13 dicembre 2011, a seguito di un accordo tra la Rai e la Regione Autonoma Friuli-Venezia Giulia, il segnale di Rai 3 TGR FVG viene trasmesso sul satellite Eutelsat Hot Bird 13° Est, all'interno della piattaforma Tivùsat (canale 122) per garantire all'intera utenza televisiva regionale l'accessibilità alla programmazione in quanto il DTT, causa l'orografia regionale, non è in grado di assicurare la totale copertura.

### Radio
Sulle frequenze regionali di Rai Radio 1, dal lunedì al sabato, la sede regionale propone quattro edizioni del GRR, alle 7:18 (durata di circa quaranta minuti, comprese le informazioni sul traffico), alle 12:30 (circa mezz'ora), alle 15:00  - al sabato alle 14:30 - per una durata di un quarto d'ora, e alle 18:30 per circa mezz'ora. Al termine del GRR del mattino un'edizione regionale di Onda Verde curata della sezione ACI di Trieste. La domenica le edizioni del GRR sono tre: alle 8:30 (da venti minuti), alle 12:15 (10 minuti) e alle 18:30 (circa mezz'ora). Sulle stesse frequenze vanno in onda altre trasmissioni a carattere regionale: Babel; Chi è di scena; Dove la lingua batte; Il lavoro la mobilità, l'uomo; Libri a nord-est; Obiettivo Friuli; Racconti sceneggiati; Rotocalco incontri; Speciale è storia; Strade del sacro; Tracce; Vuè o fevelìn di; Chiaro e tondo; Chi mi aiuta se...; Giovani e comunicazione; Le voci della montagna; Migranti; Per piccina che tu sia; Riverberi; Start Up; Topoditeca; Un tranquillo weekend da paura.
Il segnale regionale è diffuso in FM, via Dab+, sul digitale terrestre per i possessori di smart TV, in diretta streaming sul sito web di Rai FVG, ove sono presenti anche servizi podcast e via satellite.

#### Programmi radiofonici per le minoranze italiane in Slovenia e Croazia
Dal lunedì al sabato dalle 15:45 alle 16:45, la redazione triestina diffonde "l'Ora della Venezia Giulia" un programma radiofonico dedicato alla minoranza italiana presente nell'Istria slovena, a Fiume e nella Dalmazia (Croazia), unica minoranza autoctona che l'Italia ha fuori dai propri confini. Il programma è costituito da due appuntamenti: 
- Notiziario: radiogiornale di 15 minuti curato dalla redazione giornalistica della TGR Friuli-Venezia Giulia;
- "Sconfinamenti": spazio quotidiano, dal lunedì al sabato, di attualità e cultura su temi di interesse comune a cura della struttura di programmazione italiana della sede Rai FVG. Il venerdì il programma viene realizzato in collaborazione con l'Università Popolare di Trieste.

La domenica, dalle 14:30 alle 16:00, i programmi per le minoranze linguistiche propongono spazi dedicati alla cultura, alla prosa, alla religione e le rubriche Libri a nord-est, Strade del sacro, Il pensiero religioso. Ad essi si aggiunge un radiogiornale di 15 minuti alle 15:45, la domenica alle 15:30.
Il segnale radiofonico in onde medie, irradiato dal trasmettitore di Venezia1, era ricevibile sulla frequenza di 936 kHz in tutto il bacino dell'Alto Adriatico fino al 10 settembre 2022 ed ora è proposto in streaming sul sito web di Rai Friuli Venezia Giulia, sull'applicazione Rai Play Sound (in differita) e in chiaro sul satellite 13.0°E Hot Bird 13C frequenza 11766,00 MHz polarizzazione V 52 HB9 Europa DVB-S2 8PSK 29900 3/4

## Programmazione in lingua slovena

### Rai 3 BIS FJK
Il canale televisivo in lingua slovena, nato a marzo 1995, trasmette su tutto il territorio regionale dalle ore 18:40 alle 22:30, ripetendo il segnale nazionale di Rai 3 per il resto della giornata. È visibile al canali 3 e 810 del digitale terrestre in Friuli-Venezia Giulia e sul satellite Eutelsat Hot Bird 13° Est piattaforma Tivùsat al canale 310.
Alle 20:30 diffonde, in diretta, il telegiornale regionale TDD Furlanija-Julijska Krajina replicato in seconda serata su TV Koper-Capodistria e in terza serata sul terzo canale televisivo pubblico sloveno TV SLO 3, mentre alle 19:00 propone in simulcast il telegiornale, in italiano, di TV Koper-Capodistria.

### Rai Radio Trst A
Inizia le trasmissioni alle 7:00 (alle 8:00 la domenica) e le termina alle 19:35; dalle ore 19:36 alle ore 6:59 trasmette in simulcast Rai Radio 3 Classica. Realizza una programmazione completamente in lingua slovena rivolta alla medesima minoranza linguistica presente in regione.
Dal lunedì alla domenica trasmette radio giornali regionali della durata di venti minuti: alle 7:00 (Jutranji radijski dnevnik - alle 8:00 la domenica), alle 13:00 (Opoldanski radijski dnevnik) e alle 19:00 (Večerni radijski dnevnik) e radiogiornali regionali della durata di dieci minuti alle 8:00 e alle 10:00 (questi due solo dal lunedì al sabato), alle 14:00 e alle 17:00.
Trasmette in FM sul territorio del Friuli-Venezia Giulia e litorali di Slovenia e Croazia, sul digitale terrestre per i possessori di smart TV, sull'applicazione Rai Play Sound e in streaming sul portale web Rai Friuli Venezia Giulia, ove sono disponibili anche dei podcast e via satellite.

## Televideo
La sede irradia un proprio servizio teletext all'interno della piattaforma Televideo. Esso è disponibile sul digitale terrestre e via satellite; dalla pagina 300 in avanti offre una serie di informazioni di carattere regionale su istituzioni, turismo, tempo libero, sport, meteo, trasporti, teatro, cinema, farmacie.

## Teca aperta
Nella sede di Trieste è operativo il servizio "Teca aperta", iniziativa della Direzione coordinamento sedi regionali, con la possibilità di accedere, su prenotazione, ad un vasto catalogo multimediale costituito da: 24.000 ore di programmi tv regionali, 564.000 ore di radio, 35.000 fotografie, 80.000 copioni, 2.500 manifesti storici. Il materiale multimediale di Teca aperta è acquistabile.

## Internet
La sede gestisce un proprio sito web, realizzato da RaiNet, ove è possibile conoscere l'intera programmazione settimanale delle reti radio e tv, seguire in diretta streaming i programmi regionali, rivederli e scaricarli in podcast. La redazione giornalistica aggiorna costantemente il sito http://rainews.it/tgr/fvg, con notizie di attualità e approfondimenti, e con la diretta del telegiornale regionale della RAI.